# 中国宝武钢铁集团
中国宝武钢铁集团有限公司（简称宝武集团、宝武）由原宝钢集团有限公司和武汉钢铁（集团）公司联合重组而成，是中华人民共和国国有独资的钢铁联合企业，总部位于上海。
宝钢为美国《财富》杂志评选的世界500强企业之一，子公司宝山钢铁股份有限公司 (上交所：600019)，简称宝钢股份，是宝钢集团在上海证券交易所的上市公司。另集团持有新华人寿15.11%股权。

## 历史

### 创建

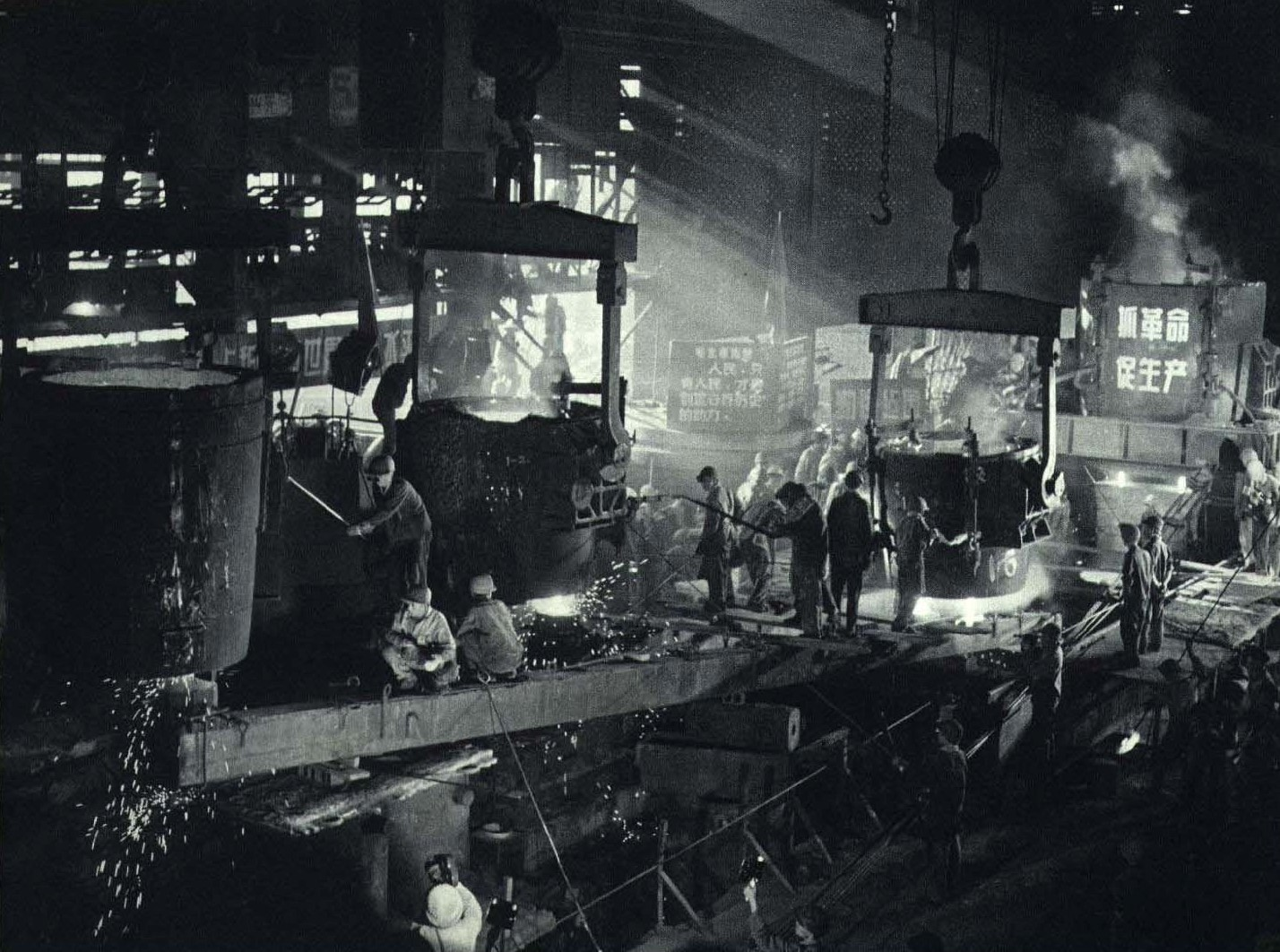
1966年上海上海第三钢铁厂，后来并入宝武钢铁

1977年1月，上海市和冶金工业部鉴于上海地方钢铁工业长期缺铁，重新提出建设现代化铁厂的建议，拟在现址附近筹建炼铁厂，这是宝钢工程的最初设想。1977年9月，冶金部副部长叶志强率领包括国家计委在内的“中国金属学会”代表团访日，回国后向国务院建议从日本引进冶金技术新设备。1978年10月，邓小平访问日本，参观新日铁君津制铁所，对陪同的新日铁会长稻山嘉宽和社长斋藤英四郎说“就照这个工厂的样子帮我们建设一个”。11月，中共中央政治局决定从“新日铁”引进成套设备，在上海建厂。11月下旬，国家计委、冶金部、外贸部联合向国务院呈上了《关于引进新技术和装备，加速钢铁工业的报告》，建议“抢建上海炼铁厂”，“拟引进两座4000立方米高炉”，“拟在1980年建成第一座高炉”。11月29日，李先念接见日中长期贸易协议委员会委员长、新日铁会长稻山嘉宽，谈及双方合作建设大型钢铁厂时，稻山积极回应。1977年底，中共上海市委第三书记彭冲主持会议，确定新建钢铁厂的厂名定为上海宝山钢铁总厂。
在文化大革命之后，1978年2月第五届全国人大第一次会议通过《1976年到1985年发展国民经济十年规划纲要》规定：到1985年，钢产量要达到6000万吨，原油产量要达到2.5亿吨；从1978年至1985年，建成14个大型重工业基地。
1978年3月9日，国家计委、经委、建委、上海市、冶金部向国务院报送《关于上海宝山钢铁总厂的厂址选择、建设规模和有关问题的请示报告》，提出厂址宜选在宝山月浦，建设规模为年产钢、铁各600万吨。3月30日，中共中央正式批准了宝钢建设项目，4月6日，宝钢建设用地被中共上海市委批覆同意，一次征用土地11581亩。上海郊区之一宝山区被选中成为建设地址。1978年12月21日中国技术进出口总公司和日本新日铁公司在上海签订了关于订购上海宝山钢铁总厂成套设备的总协议书。1978年12月23日，宝山钢铁总厂正式开工建设，预定分两期、用7年时间建成。
1979年6月16日开始，国务院财经委员会连续召开四次会议，专题讨论宝钢工程问题。副总理李先念在会议上说：“宝钢放在上海是为了解决调铁的问题。开始并不想搞这样大的规模，由于高炉很大，上海现有钢厂吃不了这么多铁，发生了‘大茶壶小茶碗’的问题，于是增加了炼钢、轧钢设备，这样就形成了一个完整的钢厂。同年9月，邓小平在一次会议上说：“历史将证明，建设宝钢是正确的”。
1980年夏季，正在打桩的宝钢初轧工地发生了桩基位移。宝钢顾问委员会的专家，经过现场踏勘，认为“大面积土建位移属于正常情况”，“位移量并未超过上限”。1980年11月4至5日，中央财经领导小组全体会议决定：宝钢工程一号高炉系统(一期工程建设)推迟到1984年建成；二期工程全部停、缓建。1981年1月国家计委、建委主持召开宝钢一期工程建设论证会。1981年8月7日，根据国务院的指示，国家计委、国家建委联合发出通知：宝钢一期改列为续建项目。1985年9月15日，经过长达7年多时间的筹建，宝钢一期建成投产。

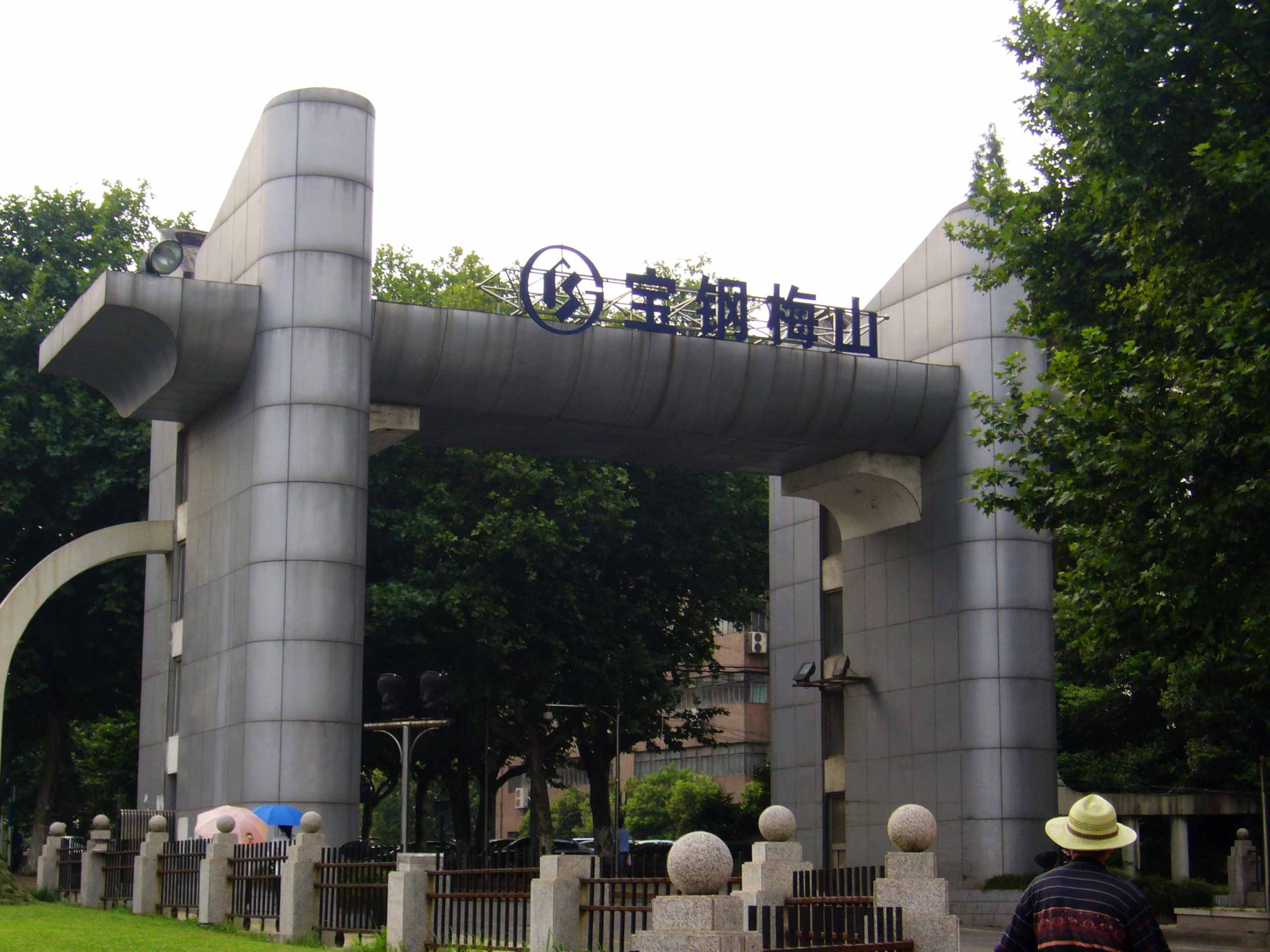
南京的宝钢梅山钢铁公司，拥有梅山铁矿。

宝钢在中国经济飞速增长带来的钢铁缺口中获益。然而，随着经济的进一步自由化，宝钢在国内外有了新的竞争对手。该公司决定新增一个进出口贸易营销部门，以保持竞争力，这项计策在韩国获得了极大成功。在亚洲金融危机中，宝钢本身虽然遭受损失，但设法保持盈利，并吞并其它亏损的国有企业。
1987年8月，宝钢总厂和宝钢工程指挥部成立改革研究小组，草拟组建以上海宝山钢铁总厂为主体的横向经济联合组织——宝山钢铁联合（集团）公司的方案，这一方案于1988年6月获国家体制改革委员会批准。1988年8月8日，宝钢集团在宝山宾馆隆重举行成立大会。1991年12月，国务院下达国发（1991）71号文《批转国家计委、国家体改委、国务院生产公室关于选择一批大型企业集团进行试点请示的通知》，将宝钢集团列入第一批试点企业集团。1993年7月15日，经国家体制改革委员会、国家经济贸易委员会批准，国家工商行政管理局注册登记，上海宝山钢铁总厂改名为宝山钢铁（集团）公司。1998年11月17日，宝山钢铁（集团）公司吞并了上海冶金控股（集团）公司(上鋼)和上海梅山（集团）公司(梅鋼)，重命名为上海宝钢集团公司。新公司成为中国最大钢铁企业，年产量接近两千万吨。
1997年上海冶金控股旗下的上海浦东钢铁有限公司(原上海第三钢铁厂)與德國克虏伯蒂森不锈钢有限公司建立中德合營公司上海克虏伯不锈钢有限公司，1998年隨母公司上海冶金控股成為寶鋼集團子公司。

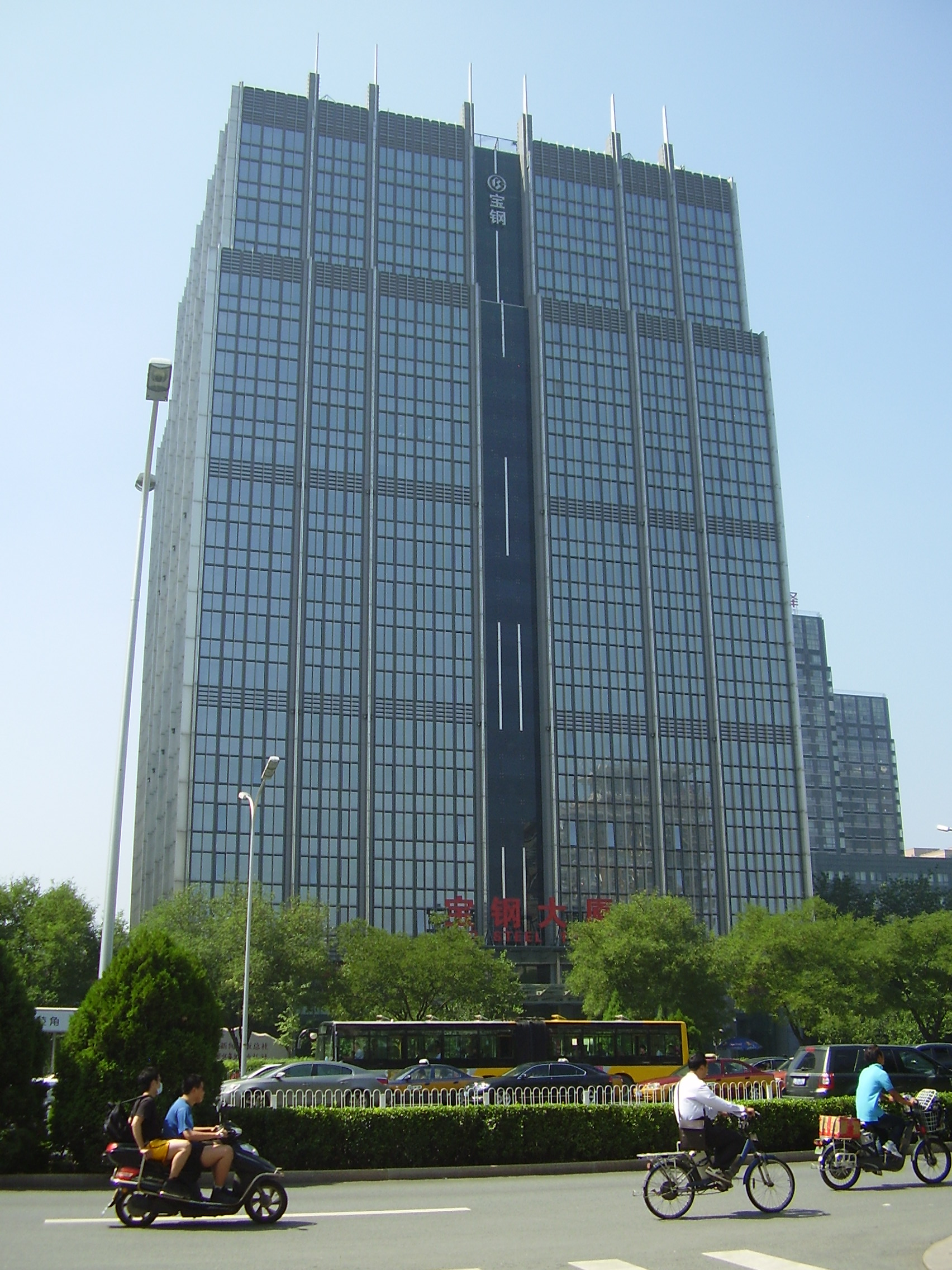
北京宝钢大厦 - 北京市朝阳区

2000年寶鋼集團子公司宝钢股份於上海证券交易所上市。2004年宝钢股份向宝钢铁集团收購上海梅山钢铁股份有限公司 (梅钢)。
2008 年寶鋼集團成立廣東鋼鐵集團，計劃於广东省湛江市建筑新厂。原計劃韶關鋼鐵集团(韶鋼集团)與广州钢铁企业集团(广钢集团)同時成為廣東鋼鐵集團成員，廣東、广州國資委成為廣東鋼鐵集團小股東(20%)，2011年廣東、广州國資委退出廣東鋼鐵集團，韶鋼集团、广钢集团跟隨退出。同年，51%韶關鋼鐵集团權益由廣東國資委無償划转寶鋼集團。韶鋼集团為韶鋼松山母公司 (53.37%, 深交所：000717)。
2012年10月宝钢股份向广州國資委收購71.8032%湛江钢铁股權，作價49.76億，由宝钢股份及湛江钢铁出資興建湛江新厂。宝钢已於同年5月得到国家发展改革委批准興建該項目。
2011年9月1日由山西太原鋼鐵集團與寶鋼集團、中信金屬公司、鞍鋼和首鋼共同出資成立的中國鈮業投資控股有限公司成功以19.5億美元收購世界最大鈮公司巴西礦冶（CBMM）15%的股權。CBMM由巴西Moreira Salles家族控制，五大企業完成入股權後，該家族仍持有七成控股權。
2012年12月20日寶鋼股份將投資80億元，參與中石油集團西氣東輸三線工程，佔合資公司股權比例約12.8%。初步估算，該項目總投資約1160億元，合資公司註冊資本擬為625億元。寶鋼集團下屬全資子公司華寶投資共同參股西三線管道專案，其中華寶投資計劃投資金額20億元，佔合資公司股權比例約3.2%。
寶鋼集團於2016年无偿划转部分宝钢股份股權予中国石油天然气集团公司、国新投资有限公司、北京诚通金控投资有限公司。

### 重组并购
2016年9月21日，“宝钢股份”和“武钢股份”发布公告称，宝钢股份将以换股方式吸收合并武钢股份，武钢股份在2015年亏损75亿元，2016年上半年亏损1.29亿元。同時，於9月22日，国务院国资委下发通知，经国务院批准，宝钢集团与武钢集团实施联合重组，宝钢集团更名为“中国宝武钢铁集团有限公司”，武鋼與寶鋼的換股比例為1:0.56，即每1股武鋼可換取0.56股的寶鋼股份，預計寶鋼與武鋼合併後上市，新公司總股本約為221.19億股。原武钢集团整体无偿划入宝武钢铁集团，成为全资子公司，整合後的新寶武鋼鐵集團在粗鋼産能方面，將成為僅次於歐洲安賽樂米塔爾的全球第二大鋼鐵企業集團。2016年10月31日，马国强任中国宝武钢铁集团有限公司董事长、党委书记，其武汉钢铁（集团）公司董事长、党委书记职务自然免除；陈德荣任中国宝武钢铁集团有限公司总经理，其宝钢集团有限公司总经理职务自然免除，徐乐江的宝钢集团董事长、党委书记职务自然免除。
2016年12月1日，由兩家巨頭鋼鐵企業合併重組的中國寶武鋼鐵集團正式成立，新集團將成為中國第二大钢铁集团，仅次于河北鋼鐵集團有限公司。在国际上僅次於阿塞洛米塔爾集團（ArcelorMittal）規模居全球第二大。
2017年9月18日，宝钢股份发布公告称，董事会同意公司向澳大利亚和新西兰银行集团有限公司收购上海农村商业银行股份有限公司10%股权，收购对价45.95亿元。
2019年6月，安徽省国资委将马钢集团51%的股权无偿划转至中国宝武，中国宝武未来将通过马钢集团间接控制马钢股份45.54%的股份，成为马钢股份的间接控股股东。此次股权划转后，中国宝武将成为全球第一大钢企。
2020年8月21日，太钢不锈公告，当日上午，山西省国有资本运营有限公司（简称「山西国资运营」）与宝武集团签署太原钢铁（集团）有限公司（简称「太钢集团」）股权划转协议，推进太钢集团与宝武集团的联合重组。根据协议，原持有太钢集团100%股权的山西国资运营，将其中51%股权无偿划转至宝武集团。无偿划转净资产数额为144.68亿元。宝武集团将通过太钢集团间接控制太钢不锈62.7%股权，太钢不锈实控人从山西省国资委变更为国务院国资委。太钢不锈的直接控股股东仍为太钢集团。
2020年9月16日，重庆钢铁发布公告称，中国宝武钢铁集团有限公司与重庆战略性新兴产业股权投资基金合伙企业(简称“重庆战新基金”)签订《一致行动协议》，取代原来的四源合股权投资管理有限公司(简称“四源合投资”)，成为重庆钢铁实际控制人。根据交易方案，四源合投资向德胜集团转让四源合产业发展基金的合伙权益，同时四源合产业发展基金解散并将长寿钢铁75%股权按实缴出资比例向中国宝武与德胜集团进行非现金分配，中国宝武分配获得长寿钢铁40%股权并与重庆战新基金达成一致行动协议，取得长寿钢铁的控制权，从而间接控制公司20.97亿股股份，占公司总股本的23.51%。
2020年10月19日，中国中钢集团有限公司内部会议传达国资委决定：将由宝武集团对中钢集团进行托管。
2020年11月25日，宝武集团发布公告，武钢集团与宝钢集团新疆八一钢铁有限公司（简称「八钢公司」）签订新疆宝地产城发展有限公司（简称「宝地新疆」）委托管理协议。宝地新疆成立于2019年4月29日，由八钢公司全资控股。武钢集团在于宝钢集团合并后，主要业务在于发展产业园。
2020年11月13日，八钢公司控股子公司新疆天山钢铁联合有限公司拟出资21.81亿元，收购新兴铸管新疆有限公司100%股权。；2020年11月24日，天山钢铁拟出资14.5亿元，收购新疆伊犁钢铁有限责任公司77.125%股权。
2020年11月23日，西藏矿业发展股份有限公司发布公告称，公司改制重组获批，宝武集团通过增资5.65亿元持股47%，成为其第一大股东。
2020年12月21日，宝武集团与重庆市国资委签署协议。向宝武集团无偿划转重钢集团90%的股权，宝武集团取得对重钢集团的单独控制权。
2020年12月23日，上海吴淞创新城宝武吴淞园開工。宝武吴淞园建筑规模约51.3万平方米，有多家企業入駐。
2021年2月1日，云南煤业能源股份有限公司公告，公司控股股东、云南省内最大的钢铁企业昆明钢铁控股有限公司（简称「昆钢控股」）的90%股权将被无偿划转至宝武集团，云南省国资委仅保留剩余10%股权。宝武集团前身之一的武钢集团曾于2007年斥资30多亿元收购昆钢股份48.41的股权，成为其第一大股东。此次交易之后，宝武钢铁将总计获得昆钢股份95.82%的股权。
2021年11月18日，中国宝武联合全球钢铁业及生态圈单位共同发起成立全球低碳冶金创新联盟。同时，中国宝武面设立低碳冶金创新基金。
2022年12月21日，中钢集团划入中国宝武钢铁集团有限公司，不再作为国资委直接监管企业。

## 历任管理层

### 历任董事长
- 谢企华[35]（2003年2月 - 2007年1月）
- 徐乐江（2007年1月 - 2016年10月31日）2016年10月31日，宝钢集团与武汉钢铁（集团）重组成立中国宝武钢铁集团有限公司，徐乐江的宝钢集团董事长、党委书记职务被免除。2016年12月，待职一个多月的徐乐江出任中国工信部副部长、党组成员。
- 马国强（2016年10月－2018年6月）
- 陈德荣（2018年6月28日 - 2023年6月14日）
- 胡望明（2023年6月14日 - ）

### 历任总经理
- 谢企华（1994年7月 - 1998年11月），宝山钢铁（集团）公司总经理
- 谢企华（1998年11月 - 2005年），上海宝钢集团公司总经理
- 艾宝俊（2007年1月－12月）
- 陈德荣（2014年7月 - 2018年6月28日）

## 业务
2013年，宝钢实现销售收入3031亿元，实现利润总额101亿元，盈利居世界钢铁行业第三位。钢铁主业完成钢产量4504万吨，位列全球钢铁企业第四位。

## 相关作品
- 《大地之子》：劇情中之「寶華鋼鐵」是以寶山鋼廠為藍本。
- 《历史转折中的邓小平》

## 宝钢地区办事处
1978年，宝山钢铁总厂开始建设。为加强地区对宝钢建设的服务，同年12月，设立上海市革命委员会宝钢地区办事处，作为上海市革命委员会的派出机关，属区级，行使区政权的某些职能。
宝钢地区办事处辖有与宝钢建设有关的盛桥、月浦等居民点。1979年11月，又将杨浦区的吴淞地区（包括吴淞、泗塘两街道）划入宝钢地区。宝钢地区办事处的管辖范围约25平方公里。
由于宝钢地区办事处不是区一级行政建制，不能设立人民代表大会和人民政府，直接影响这个地区居民行使公民权利和进行政权建设；同时，由于没有划定明确的区域界线与宝山县的某些地段犬牙交错，在市政建设、商品供应、市场管理、社会治安等方面都有许多矛盾。为了全面规划地区建设，加强行政管理，保证宝山钢铁总厂重点工程建设顺利进行。1980年10月，经国务院批准，恢复吴淞区建制。将宝钢地区办事处的辖区和宝山县城厢镇（0.6平方公里）以及宝钢与吴淞之间的农田空地（24.4平方公里），共计50平方公里的地区作为吴淞区的行政区域。

## 参見
- 鋼鐵企業列表
- 武钢集团